# 1-я бригада управления
1-я Севастопольская Краснознамённая, орденов Александра Невского и Красной Звезды бригада управления имени 50-летия ВЛКСМ (сокр. 1 бру, в/ч 55338) — формирование Войск связи Вооружённых сил Российской Федерации.
Формирование входит в состав Ленинградского военного округа. Пункт постоянной дислокации — г. Сертолово Ленинградской области.

## История
1-я бригада управления первоначально была сформирована 23 января 1918 года как Советский инженерный батальон с пунктом постоянной дислокации в Сокольнических казармах (г. Москва). В 1923 году батальон переформирован в 1-й полк связи Московского военного округа (МВО). 22 июня 1980 года 1-й полк связи переформирован в 1-ю бригаду связи (узловую). 1 декабря 2010 года 1-я бригада связи (узловая) (1-я брс(у)) переформирована в бригаду управления Западного военного округа и передислоцирована в г. Сертолово.

## Описание
Бригада занимается установкой связи на коротковолновых и ультракоротковолновых радиостанциях и обеспечению пунктов управления видеоконференцсвязью с использованием современной аппаратуры, была проверена работа коммутационного оборудования, специальной аппаратуры, открытых, закрытых и спутниковых каналов связи. Организует устойчивую связь между подразделениями по радиорелейным, радиочастотным и спутниковым каналам связи. Применяются цифровые радиорелейные стации, мобильные комплексы видеоконференцсвязи и спутниковые станции для обеспечения непрерывной связи штаба округа с подчинёнными войсками на фоне постоянно меняющейся оперативно-тактической обстановки.
В числе прочего, на оснащении бригады стоят радиорелейные станции связи Р-419МП «Андромеда-Д», унифицированные радиостанции Р-166-0,5 на базе БТР-80, входящие в комплект АСУ войсками в тактическом звене.